# كارل ليونهارد
كارل خواكيم (بالألمانية: Karl Leonhard)‏ هو طبيب نفسي ألماني، ولد في 21 مارس 1904 في Edelsfeld ‏ في ألمانيا، وتوفي في 23 أبريل 1988 في برلين الشرقية.